# Albergo Monte Verità

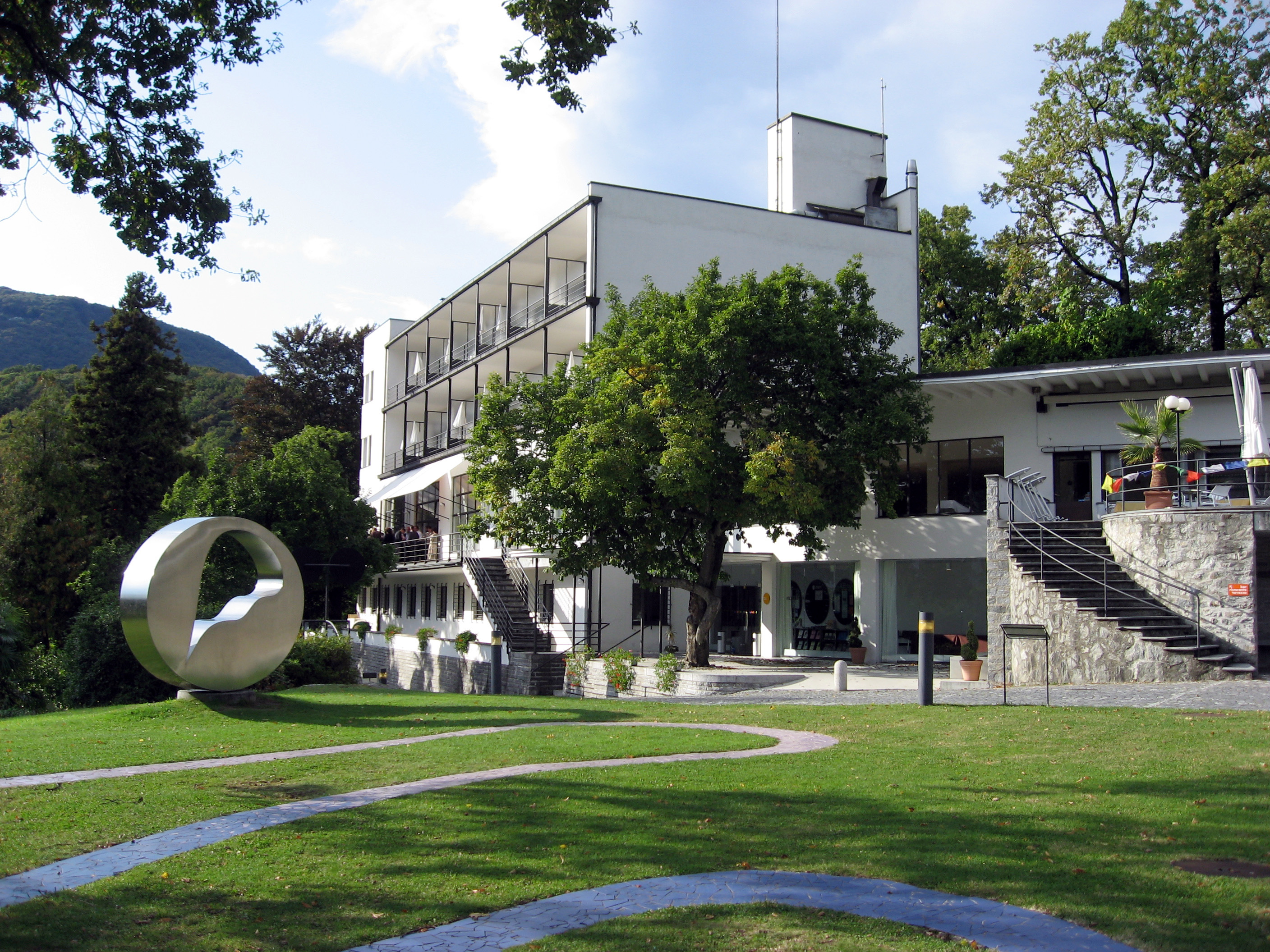
Albergo Monte Verità von Emil Fahrenkamp

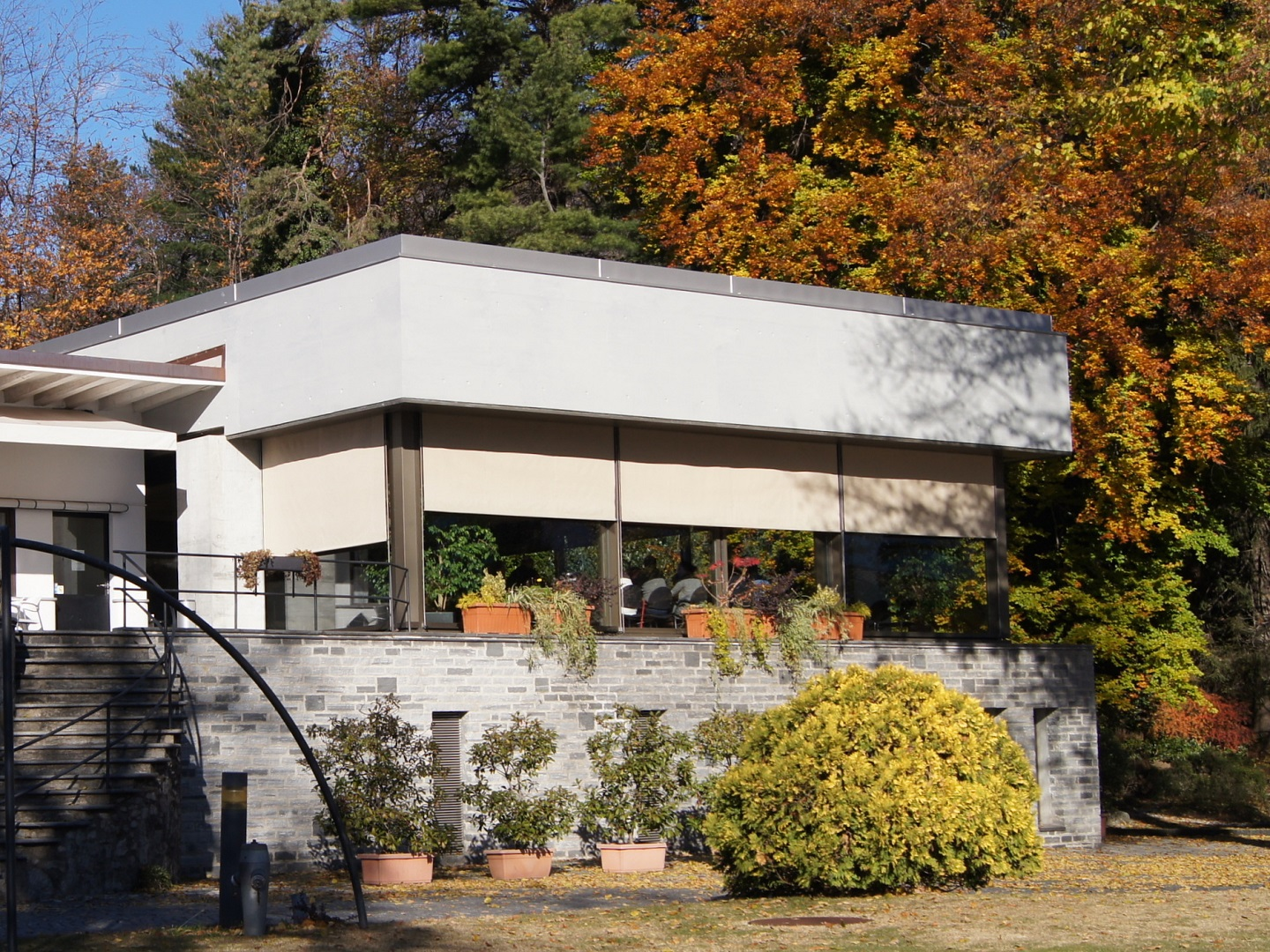
Erweiterungsbau von Livio Vacchini

Albergo Monte Verità bezeichnet einen denkmalgeschützten Gebäudekomplex mit umgebenden Park auf dem Monte Verità in Ascona, der in den Jahren 1926–1929 vom Architekten Emil Fahrenkamp erbaut wurde. Ein moderner Erweiterungsbau der 1990er Jahre stammt vom Tessiner Architekten Livio Vacchini.
Das Hotelgebäude wurde als wichtigstes Beispiel der modernen Architektur im Kanton Tessin in das Denkmalverzeichnis aufgenommen und ist heute als Kulturgut von nationaler Bedeutung (A-Objekt) mit der höchsten schweizerischen Schutzstufe klassiert. Das benachbarte Museo Casa Anatta mit dem Museumsrundgang (Percorso museale Monte Verità) ist Kulturgut gleichen Ranges. Zu den geschützten Objekten gehören weitere Gebäude und der Park.

## Geschichte
Im Herbst 1900 gründeten Ida Hofmann, Henri Oedenkoven und weitere Personen eine Kolonie der Lebensreformbewegung auf dem Monte Verità über Ascona. Die ersten Bauten waren spartanische Holzhütten mit einem oder zwei Räumen, die als «Licht-Luft-Hütten» bezeichnet wurden. Zur Finanzierung ihres Projekts gründeten Oedenkoven und seine Lebenspartnerin Hofmann bald für zahlende Kurgäste die Naturheilstätte Sonnen-Kuranstalt, der wenig später das Sanatorium Monte Verità folgte. 1907/08 wurde die Casa Anatta als Wohngebäude und Gesellschaftshaus unterhalb der Casa Centrale errichtet.
Im Jahr 1920 wurde die Anlage verpachtet, und im Haupthaus wurde ein Kinderheim untergebracht; die Casa Anatta diente als Restaurant mit Tanz und Musik. Das Heim wurde aber bald wieder von den Behörden geschlossen.
Auf Empfehlung der russischen Malerin Marianne von Werefkin kaufte der Kunstsammler Eduard von der Heydt 1926 die gesamte Anlage. Von der Heydt beauftragte Emil Fahrenkamp, auf dem Monte Verità das Hotel zu errichten, und machte den Berg zu einem Treffpunkt namhafter Besucher aus Politik, Kunst und Gesellschaft. Im Jahr 1964 vermachte er die Anlage testamentarisch dem Kanton Tessin als Schenkung.
Der Monte Verità wurde durch die Ausstellung Mammelle delle verità von Harald Szeemann und ein von Hermann Müller initiiertes Revival-Treffen 1978 wiederentdeckt. 1989 wurde die Stiftung Monte Verità gegründet. Sie ist verantwortlich für den Betrieb der Anlage, unter anderem auch des „Centro Stefano Franscini“ (CSF), dem internationalen Konferenzzentrum der Eidgenössischen Technischen Hochschule Zürich. Das CSF veranstaltet auf dem Monte Verità pro Jahr bis zu 25 wissenschaftliche Konferenzen. Der Kanton Tessin führt in der verbleibenden Zeit kulturelle Veranstaltungen durch.

## Das Hotelgebäude
Das Bauwerk wurde 1926–1929 von Emil Fahrenkamp im Stil der Klassischen Moderne errichtet. Die grosse Terrasse nutzt die Treppenaufgänge der abgerissenen Casa Centrale, des ehemaligen Sanatoriums.

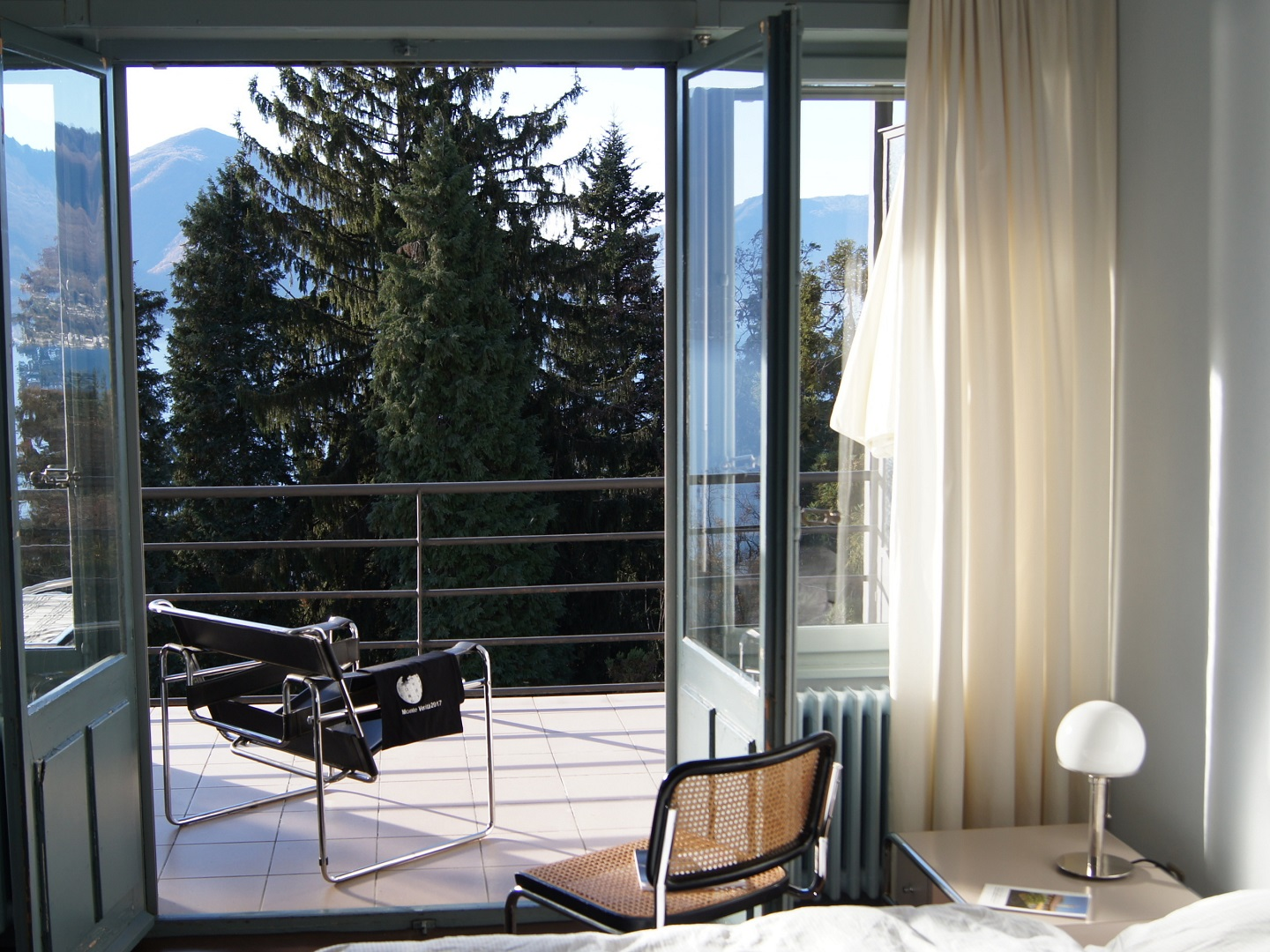
Blick aus einem der Zimmer

Mit seinen klaren linearen Formen, breiten Fenstern und Flachdächern gilt das Gebäude wie das Teatro San Materno als wichtiges Beispiel moderner Architektur. Das Mobiliar der Zimmer ist im gleichen Stil gestaltet, dazu gehören beispielsweise Sessel des Modells «Wassily» vom Bauhaus-Lehrer Marcel Breuer. Die Räume des Hotels stattete von der Heydt mit einem Teil seiner Kunstsammlung aus. Es handelt sich heute um etwa 500 Kunstwerke aus dem 16. bis 20. Jahrhundert sowie aus China und Japan. Weitere Teile der Sammlung gingen an das Museum Rietberg in Zürich und das Städtische Museum Wuppertal.
Das Hotel wurde 1970 umgebaut und erneuert. Die Zimmer befinden sich weitgehend im Originalzustand, da sie bereits in der Erbauungszeit alle mit grosszügigen Bädern ausgestattet waren. 1990–1991 wurde durch den Architekten Livio Vacchini ein weiterer Flügel mit Restaurant und Auditorium hinzugefügt.

## Weitere Gebäude und Objekte
- Die Casa dei Russi wurde nach russischen Besuchern benannt und 2015 nach Renovierung wieder eröffnet.
- Casa Aida, eine spartanische «Licht-Luft-Hütte».
- Das Loreley-Haus dient als Tee-Haus des 2006 eröffneten Tee-Parks.
- Villa Semiramis, erbaut im Jugendstil.
- Die Casa Francesco wurde 1903–1906 für Karl Gräser im Heimatschutzstil erbaut, nach einem Entwurf des Architekten Paul Evertz, mit zwei Wandfresken von Alexander Wilhelm de Beauclair. Im Haus soll ein Hesse-Gräser-Museum eingerichtet werden, doch ist es derzeit vom Abriss bedroht.
- Park mit Anlagen für rituelle Waschungen aus dem frühen 20. Jahrhundert.
  - «Roue Oriflamme / Goldflammendes Rad» von Hans Arp (1962)
  - Kunstinstallation «Arcobaleno di Chiara».

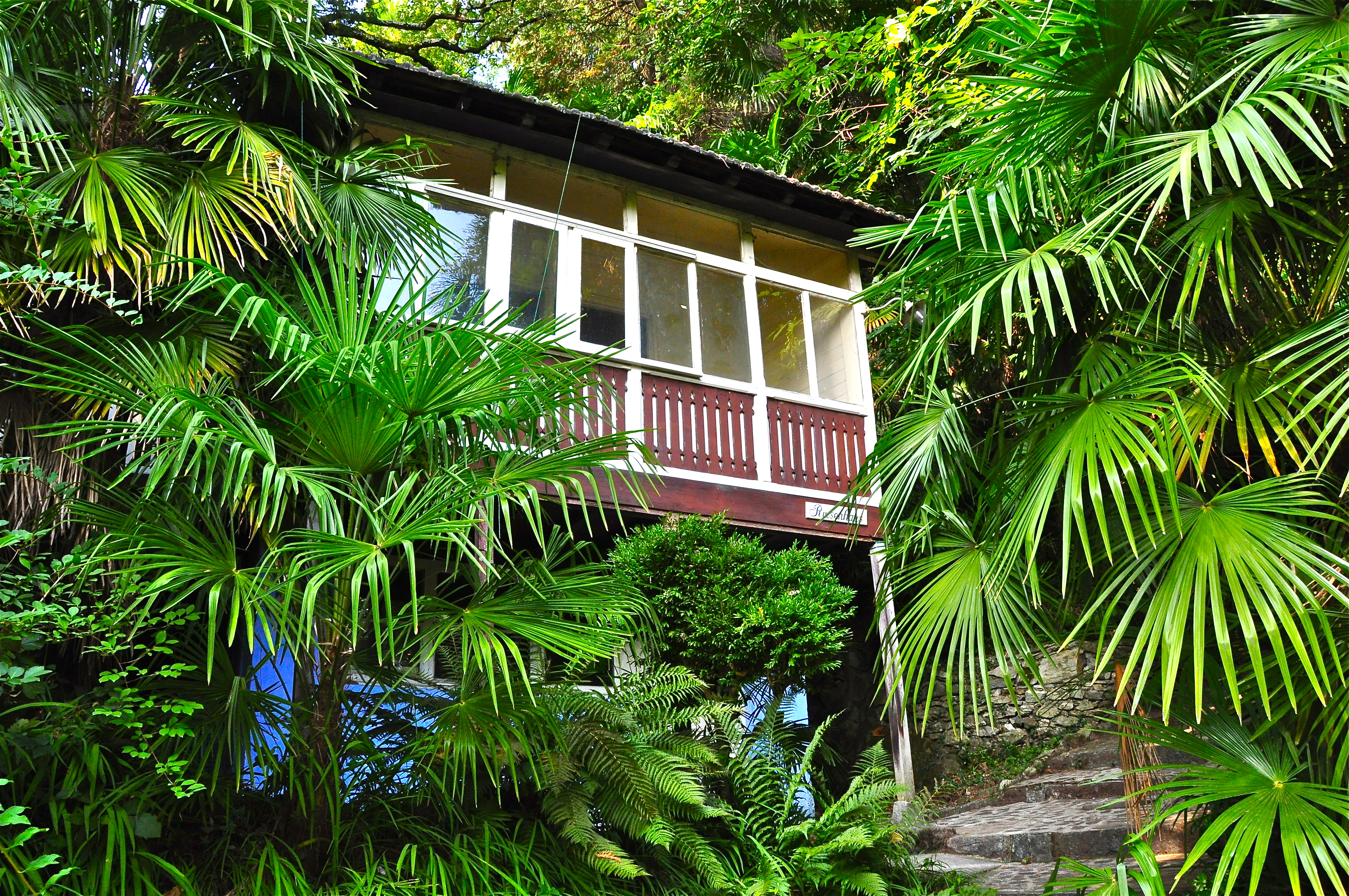
Casa dei Russi
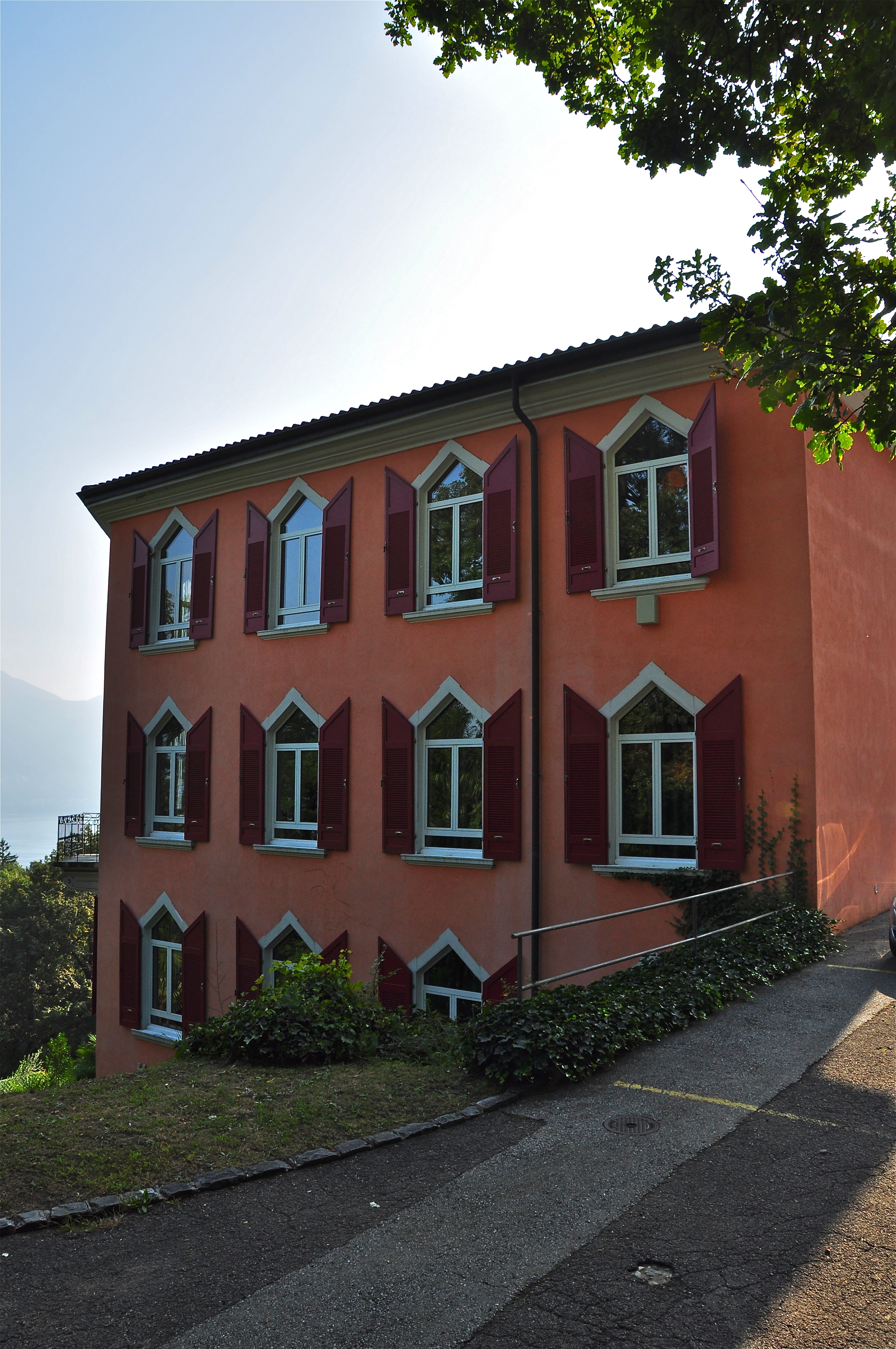
Villa Semiramis
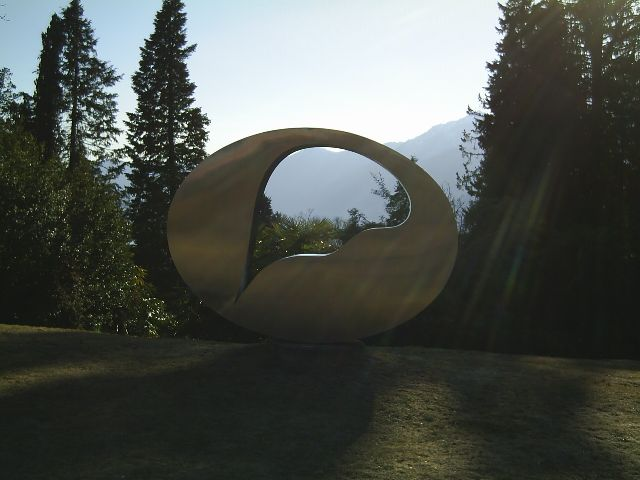
«Roue Oriflamme / Goldflammendes Rad»
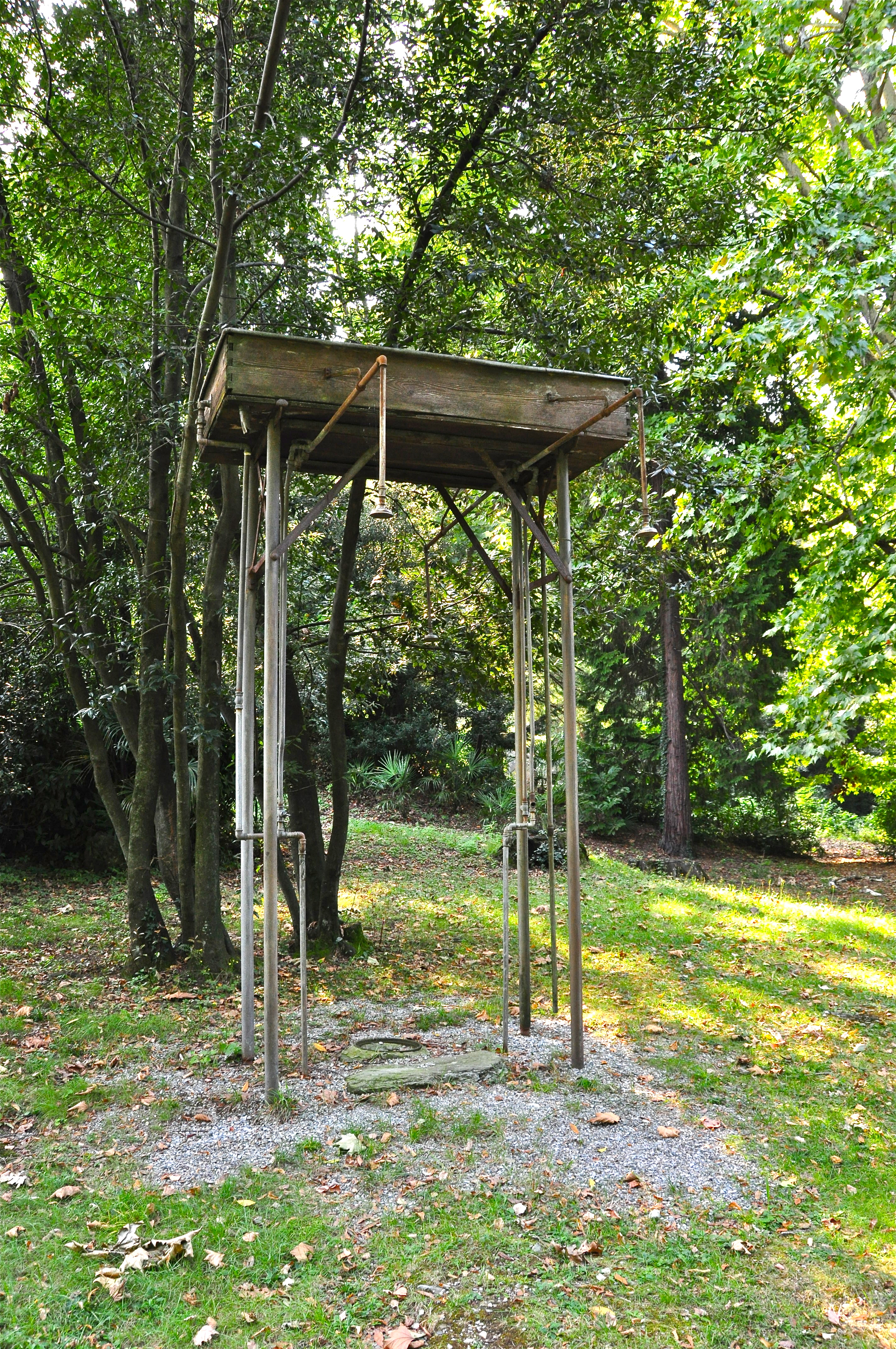
Historische Dusche im Park

Museumsrundgang
- Casa Anatta, 1907/08 im Stil der Art Nouveau erbaut. Das Haus galt schon 1930 als «originellstes Schweizerhaus in Holz» und beherbergt heute die permanenten Ausstellungen über die Geschichte des Monte Verità und seiner Kolonie.
- Die Casa Selma ist eine typische, 1904 erbaute «Licht-Luft-Hütte» aus der Anfangszeit der Kolonie.
- Das Padiglione Elisarion ist ein Holzpavillon, der aus einer ehemaligen Liegehalle entstand. Darin befindet sich heute das Riesengemälde Chiaro mondo dei beati von Elisar von Kupffer (1923).

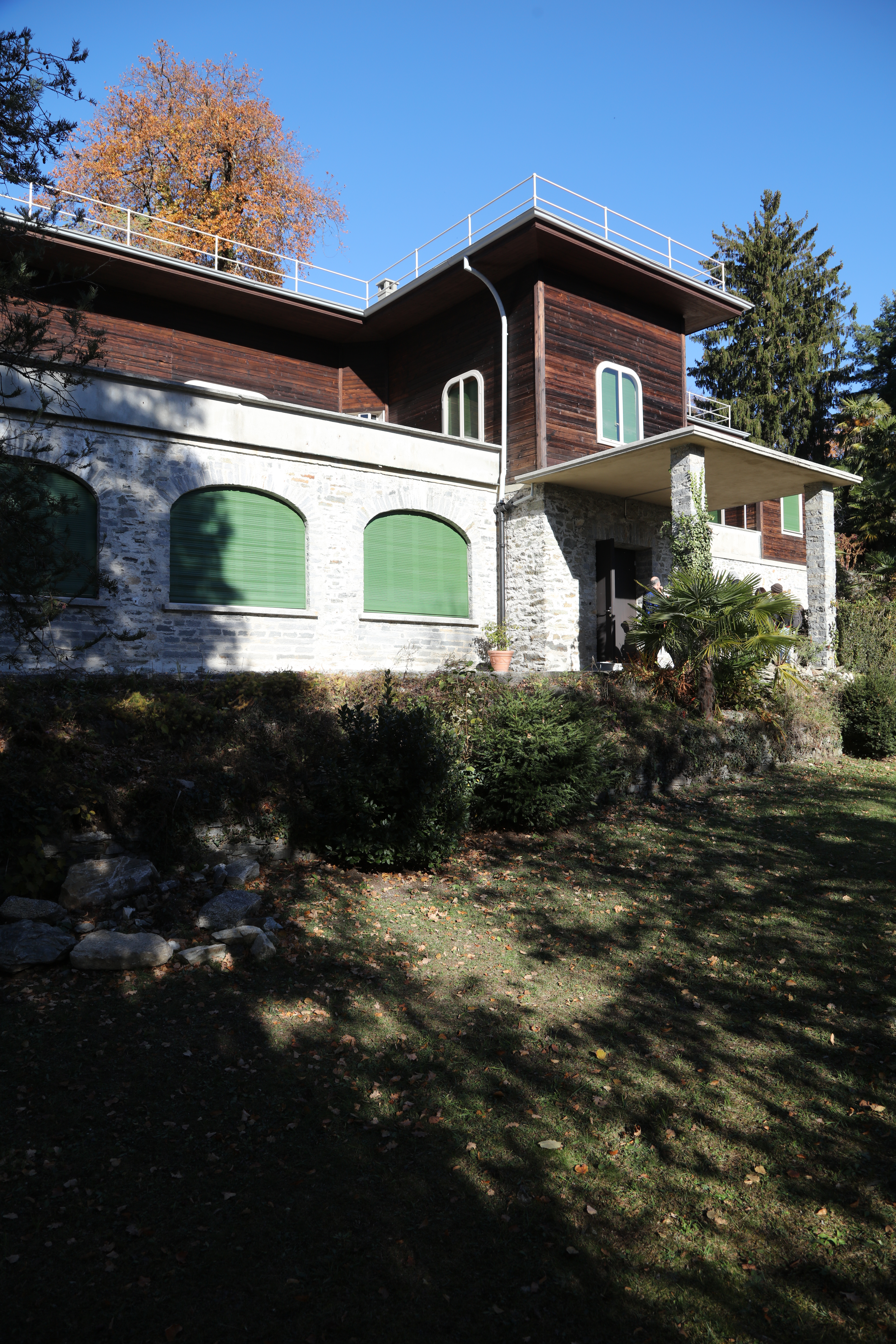
Museo Casa Anatta
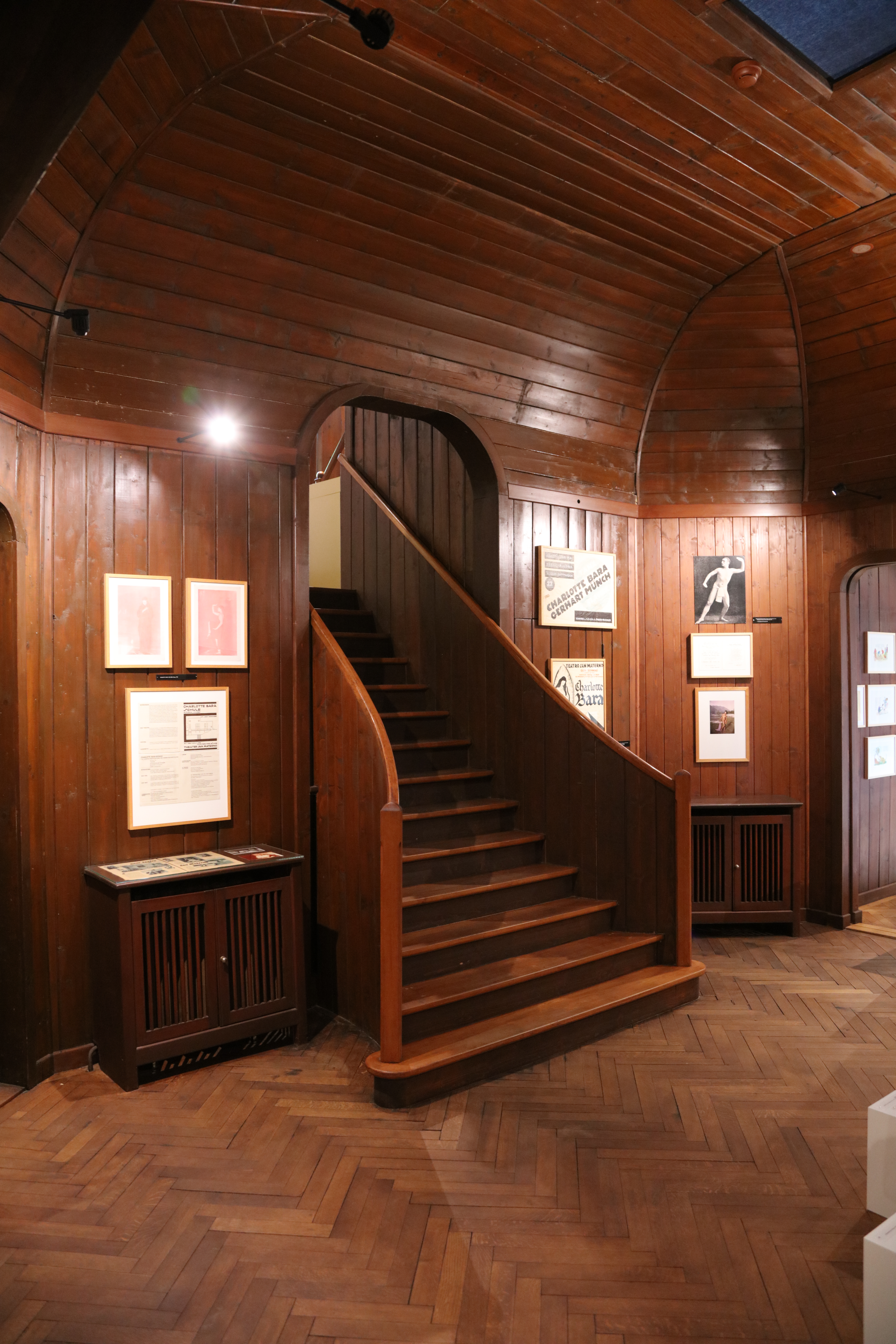
Innenansicht
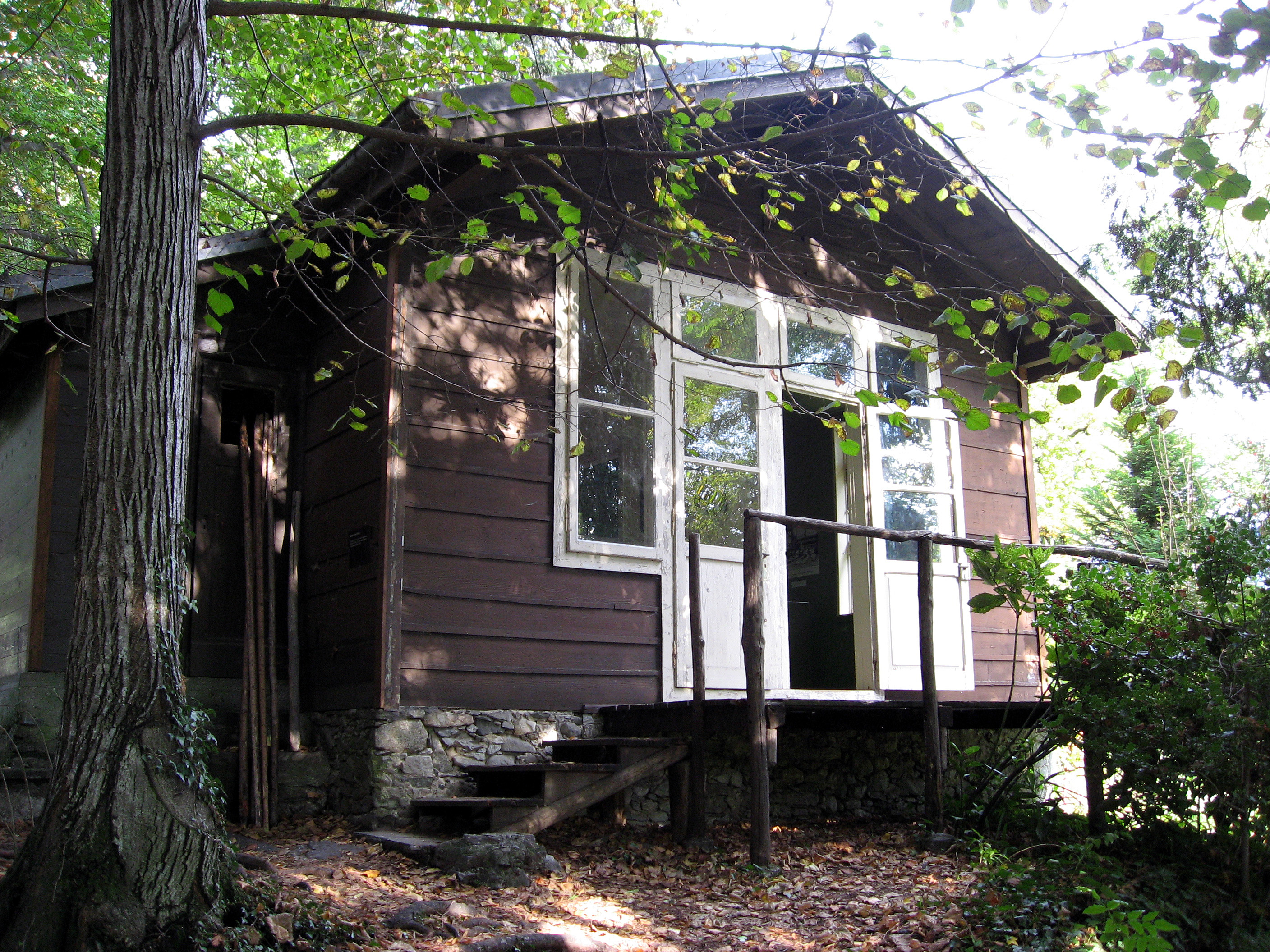
Casa Selma
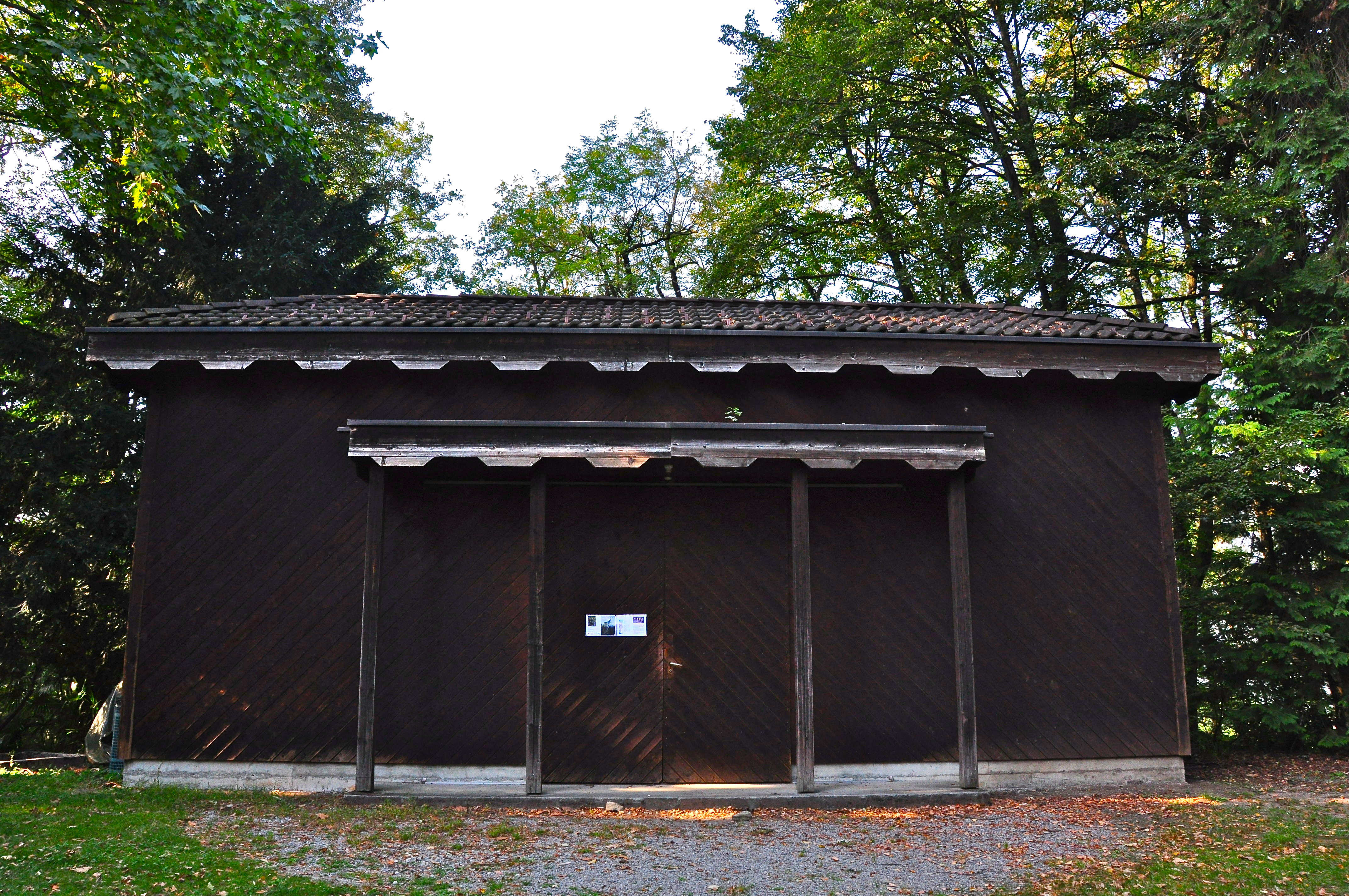
Padiglione Elisarion